# Acrotomodes olivacea
Acrotomodes olivacea là một loài bướm đêm trong họ Geometridae.